# Sirventes
Sirventes lub serventes, także sirventois – rodzaj pieśni popularnej w poezji prowansalskiej pisanej przez trubadurów i truwerów w stylu canso. Tematyka sirventes związana była z moralnością, polityką i literaturą; zazwyczaj miała też charakter satyryczny i pisana była z perspektywy żołdaka (sirven – servant, "sługa"). Częstym zjawiskiem było wykorzystywanie już istniejących melodii (rodzaj kontrafaktury).
Najsłynniejsze sirventes napisane zostały przez Bertrana de Born.